# Фелікс Еннодій
Фелікс Еннодій (лат. Felix Ennodius; д/н — після 585) — патрикій і ректор (намісник) Провансу в 559—561 роках.

## Життєпис
Ймовірно належав до впливового галло-римського роду Еннодіїв. Можливо якійсь родич церковному діячеві Магну Феліксу Еннодію. Про нього відомостей обмаль. Після смерті 559 року патрикія і ректора Провансу Намація призначається на його посаду. Висловлюється припущення, що дружина останнього була родичкою Еннодія.
У 561 році за невідомих обставин був відсторонений від посади Агріколою, який ймовірно був сином або іншим родичем колишнього патрикія Провансну Парфенія. З цього почалася боротьба за посаду намісника Провансу. Але невдовзі королі Сігіберт I і Гунтрамн поділили Прованс на Арльський і Авіньйонський (Марсельський). 585 року було призначено герцогом Тура і Пуатьє.